# Astragalus merkianus
Astragalus merkianus är en ärtväxtart som beskrevs av James Edward Tierney Aitchison och John Gilbert Baker. Astragalus merkianus ingår i släktet vedlar, och familjen ärtväxter. Inga underarter finns listade i Catalogue of Life.